# Brüggen
Brüggen es un municipio situado en el distrito de Viersen, en el estado federado de Renania del Norte-Westfalia (Alemania), con una población a finales de 2016 de unos 15 693 habitantes.
Se encuentra ubicado al oeste del estado, en la región de Düsseldorf, entre los ríos Rin y Mosa, cerca de la frontera con Países Bajos.